# Šmarjeta pri Velikovcu
Šmarjeta pri Velikovcu (nemško St. Margarethen ob Töllerberg) je naselje v Občini Velikovec v Okraju Velikovec na Koroškem v Avstriji.